# Ischnotoma frauenfeldi
Ischnotoma frauenfeldi är en tvåvingeart som först beskrevs av Ignaz Rudolph Schiner 1868.  Ischnotoma frauenfeldi ingår i släktet Ischnotoma och familjen storharkrankar. Inga underarter finns listade i Catalogue of Life.